# Amsinck

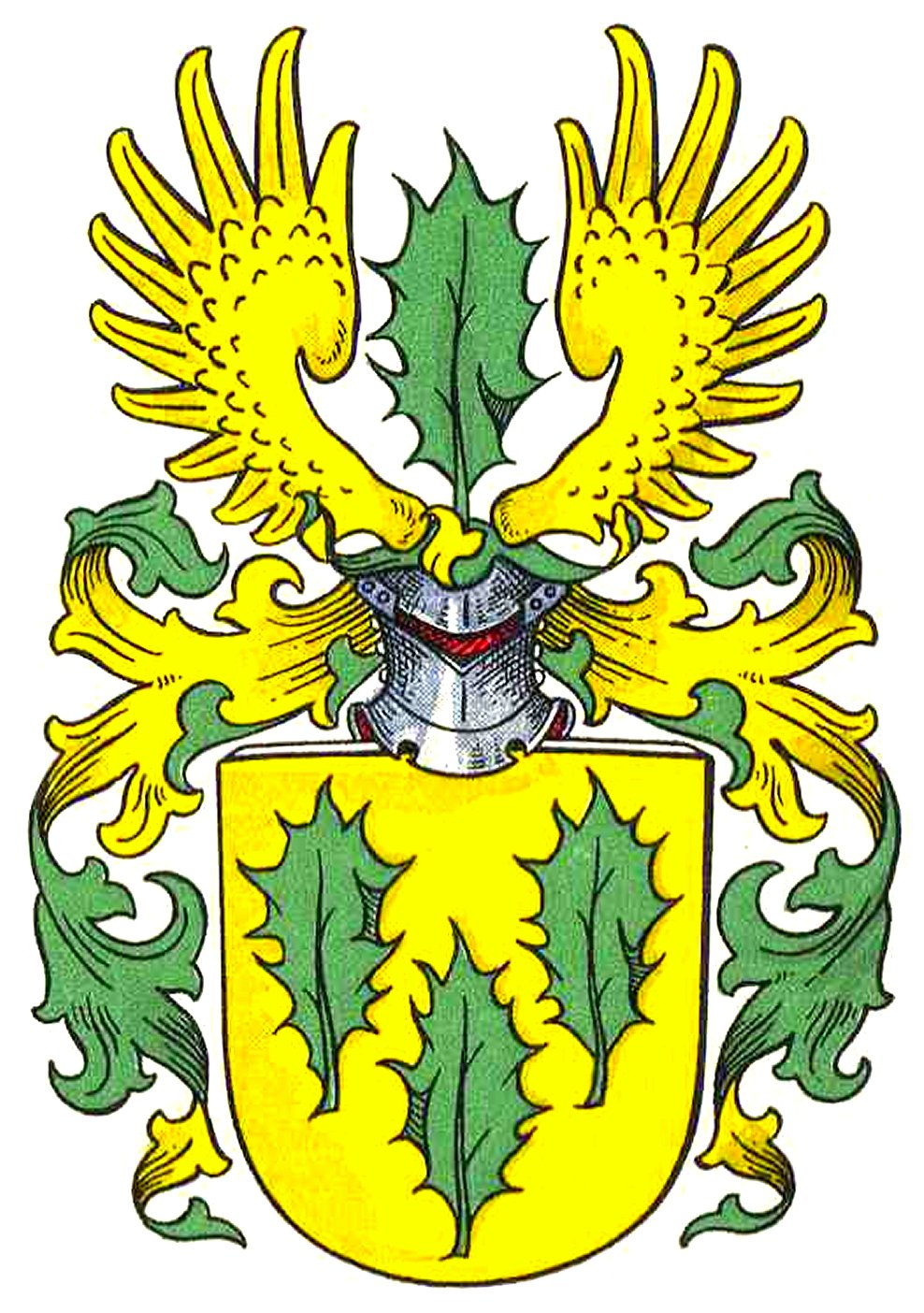
Wappen Amsinck

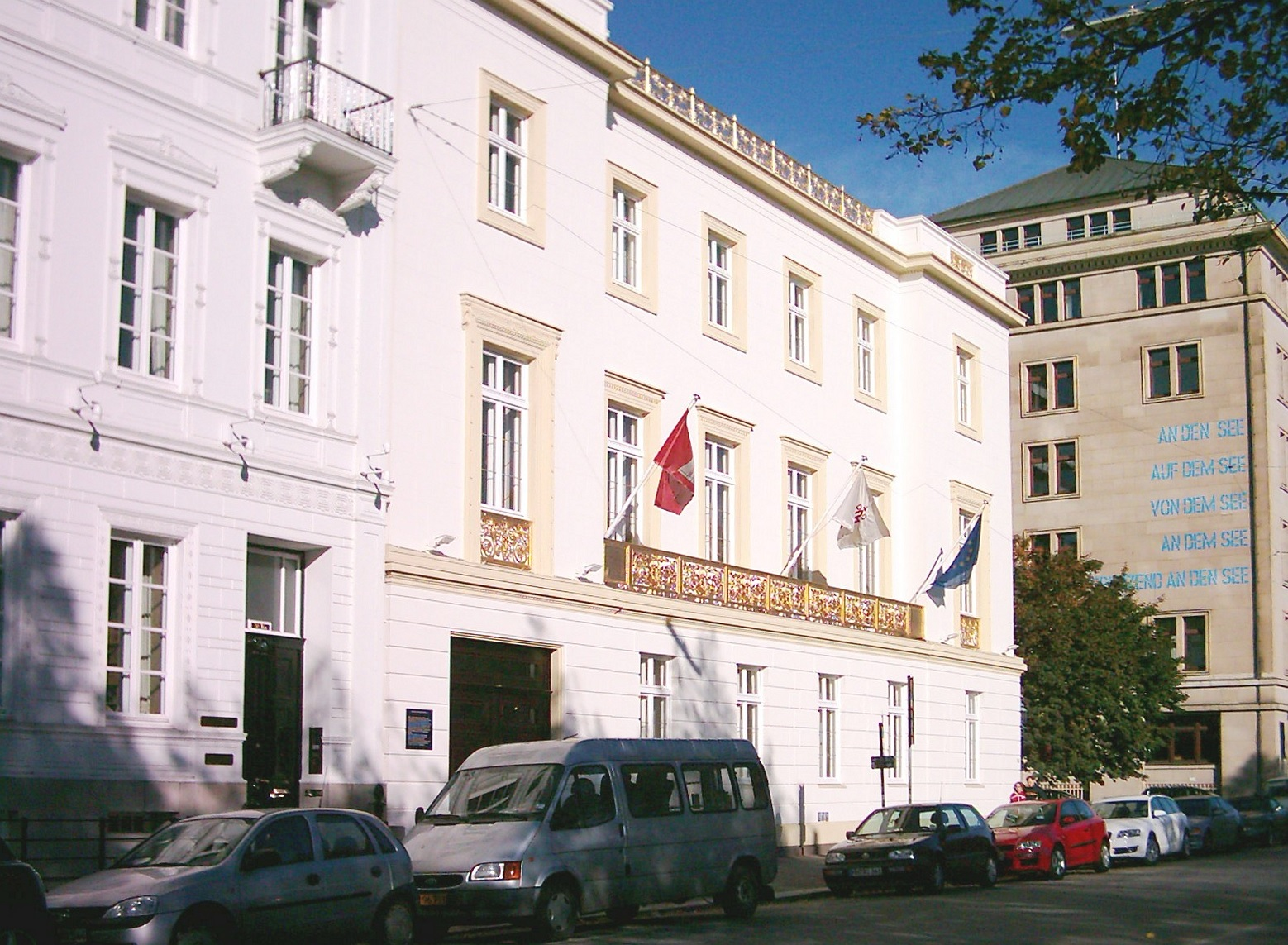
Das Amsinck-Palais am Neuen Jungfernstieg beherbergt heute den Übersee-Club

Amsinck ist der Name einer niederländischen Patrizierfamilie, die erstmals Ende des 15. Jahrhunderts in Oldenzaal nachweisbar ist und mit Willem Amsinck 1576 nach Hamburg einwanderte. Das Geschlecht zählt zu den Hanseaten, der bis 1918 auf verfassungsmäßige Privilegien gegründeten Oberschicht in den Freien Reichs- und Hansestädten Hamburg, Bremen und Lübeck.
Die Amsincks waren ein Kaufmannsgeschlecht in den Niederlanden, Hamburg, Portugal, England, Frankreich, Hannover, Holstein, Dänemark, Surinam und Indien. Stammvater war Johan Amsinck (ca. 1410–1430) aus Oldenzaal, sein Enkel Rudolph Amsinck (1518–1582/90), Vater von  Willem Amsinck (1542–1618), war Bürgermeister von Zwolle.

## Die Anfänge
Willem Amsinck (1542–1618) kam um 1576 als Glaubensflüchtling aus den Niederlanden nach Hamburg. Er war Händler für Tuch und Laken und gehörte bald zu den angesehenen Kaufleuten der Stadt. Sein Sohn Rudolf Amsinck (1577–1636) wurde 1619 in den Hamburger Rat gewählt und unternahm mit seinem Bruder Arnold Amsinck (1579–1656) in den 1620er Jahren großangelegte Eindeichungen im nordfriesischen Wattenmeer (Amsinck-Koog, Hamburger Hallig). Ihre zahlreichen Nachkommen waren mit namhaften Hamburger Familien (Berenberg, Gossler, Jenisch, Sieveking u. a.) versippt und nahmen wiederholt hohe Ämter in Rat und Bürgerschaft wahr.

## 19. und 20. Jahrhundert
Im Laufe der Zeit stellte die Familie einen Bürgermeister, zwei Syndici, drei Ratsherren, drei Oberalte und zwei Kämmereiverordnete. Wilhelm Amsinck (1752–1831) war seit 1786 Ratsherr und ab 1802 Hamburger Bürgermeister. Sein Sohn Johannes Amsinck (1792–1879) erbte das Handelshaus Johannes Schuback & Söhne und gelangte durch den Handel mit damals unabhängig werdenden Staaten Südamerikas zu großem Reichtum. Sein zweiter Sohn Wilhelm Amsinck (1793–1874) erwarb sich nach dem großen Brand 1842 als Senatssyndikus große Verdienste beim Wiederaufbau der Stadt und bei der Erschließung des Hammerbrooks. Die Familie war unter anderem an der Gründung der Vereinsbank Hamburg, der HAPAG und der Hamburg Süd beteiligt. Wilhelm Amsincks (1752–1831) Enkelin Clara Amsinck heiratete den späteren Bürgermeister Max Predöhl.
In der Weimarer Republik und während der Inflation verlor die Familie den Großteil ihres Vermögens. Ein weiterer Nachfahre war Martin Garlieb Amsinck (1831–1905), deutscher Schiffbauer, Reeder und Politiker, MdHB. In Hamburg und anderen Teilen Deutschland leben noch Nachfahren der Familie. Kinder des Reinhard Amsinck (Bruder von Johanna Amsinck) leben in Amerika.

## Bilder

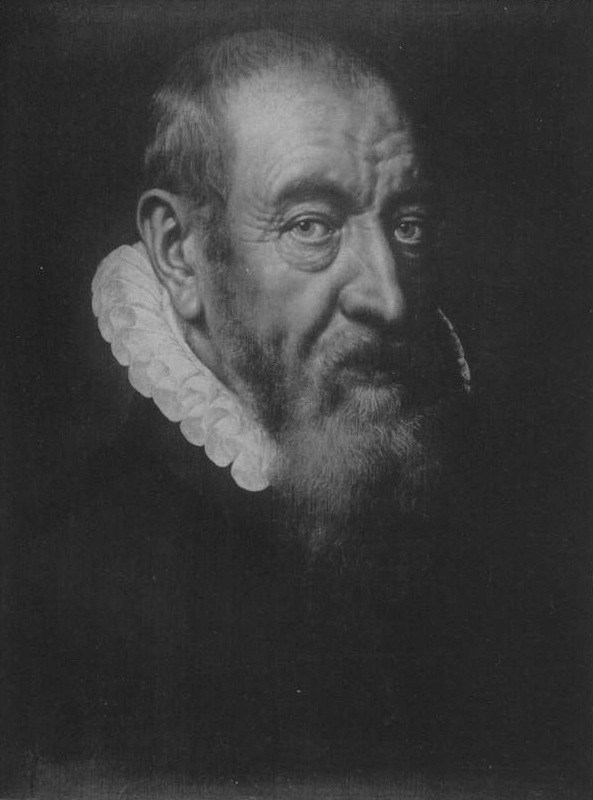
Rudolph (1518–1582/90) mit seiner Frau
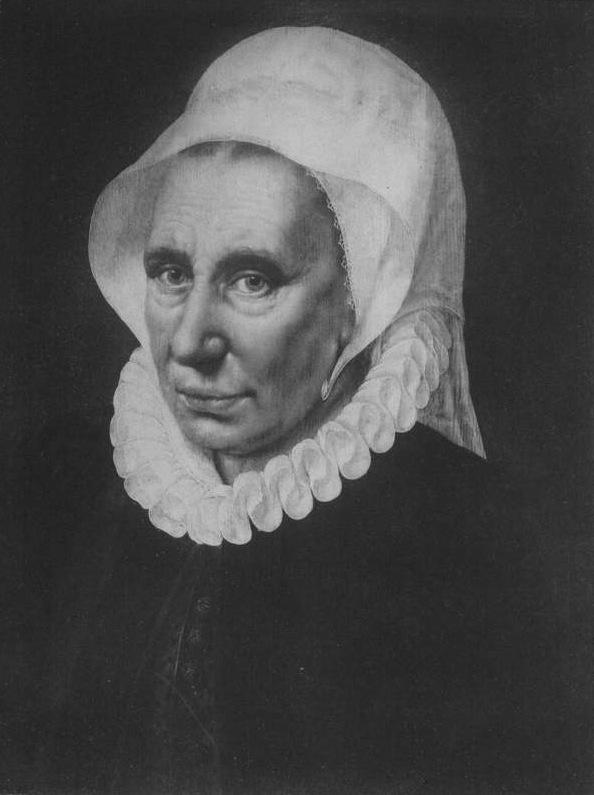
Anna Kamferbeke (1520–1583)
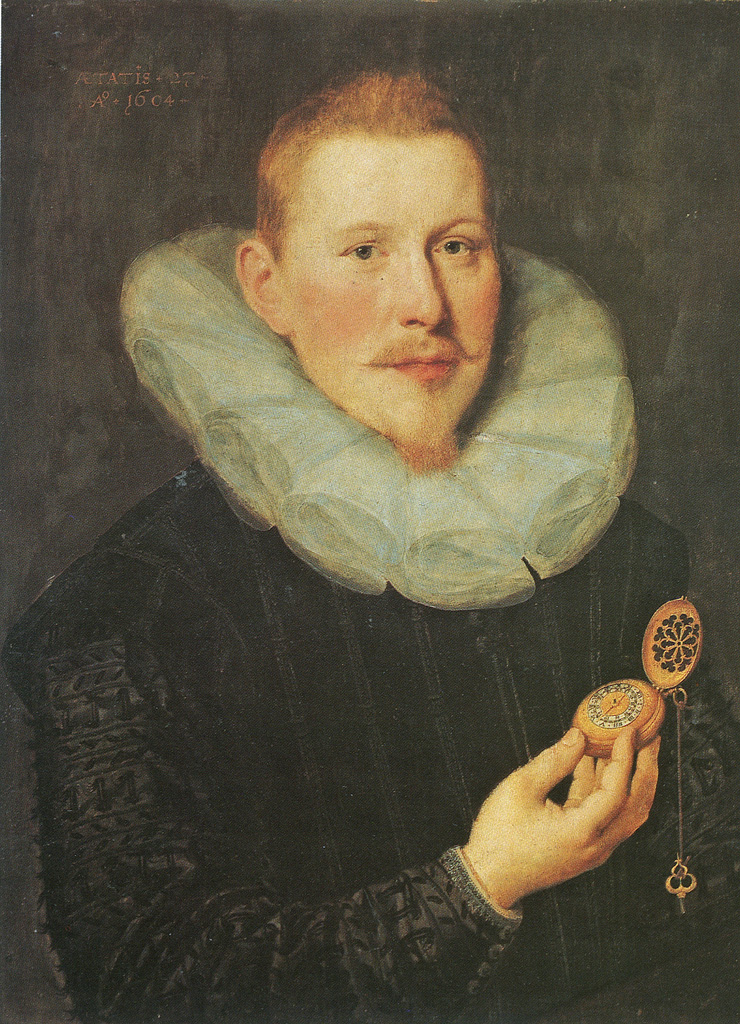
Rudolf Amsinck (1577–1636), Hamburger Ratsherr und Kaufmann, gemalt von David Kindt
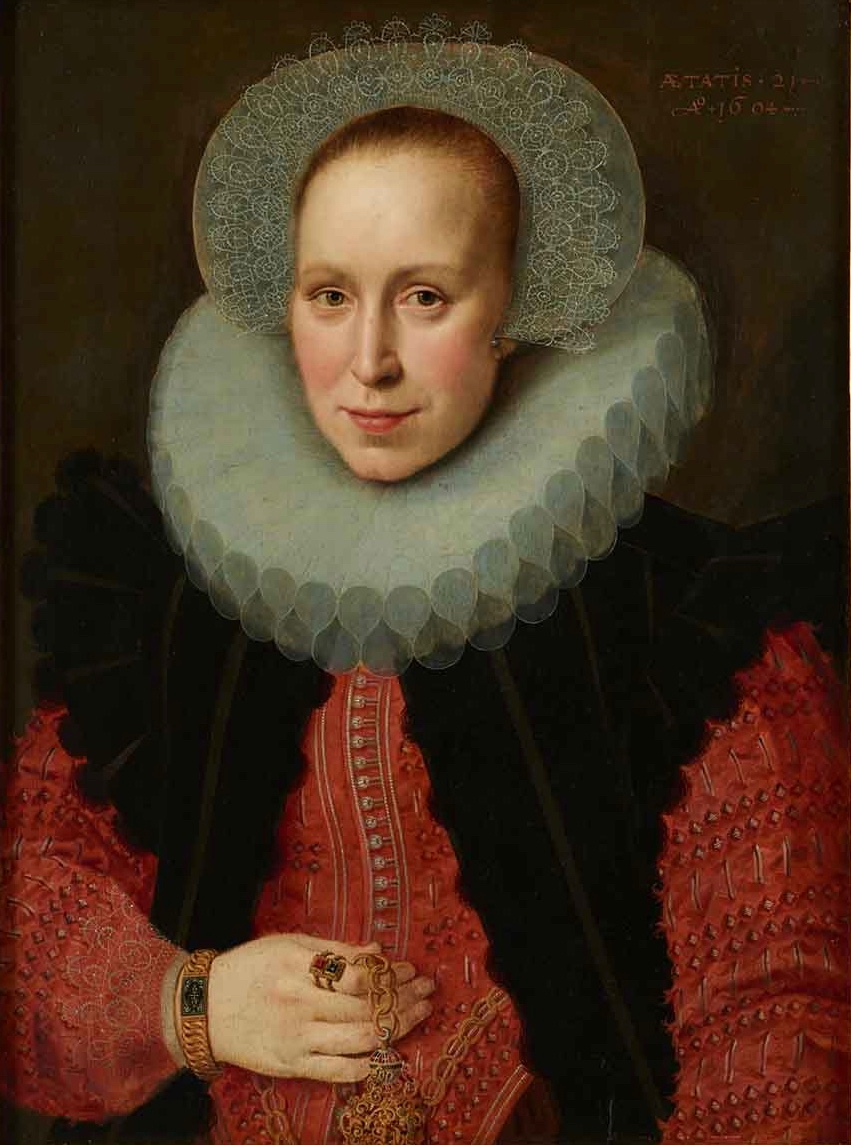
Isabeau (Isabella) de Hertoghe (1583–1636), Mitglied der Sieben Adelshäuser von Brüssel und Ehefrau des Rudolf Amsinck, gemalt von David Kindt
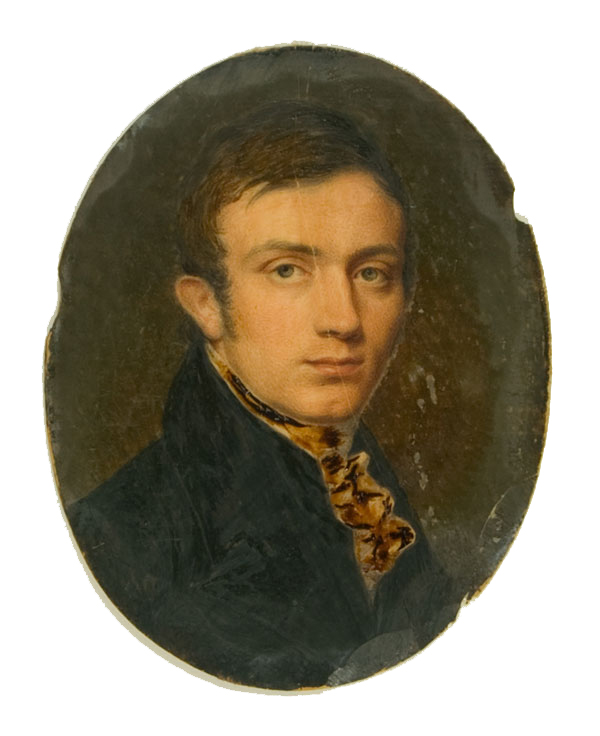
Johannes Amsinck
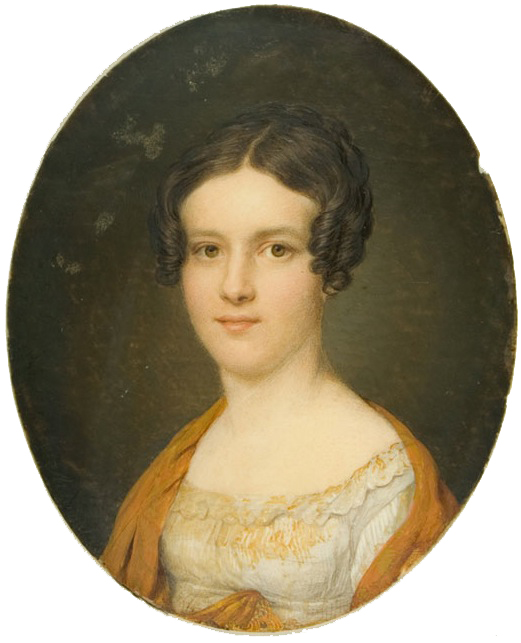
Emilie Goßler (1799–1875), Tochter des Hamburger Ratsherrn Johann Heinrich Goßler und Ehefrau des Johannes Amsinck
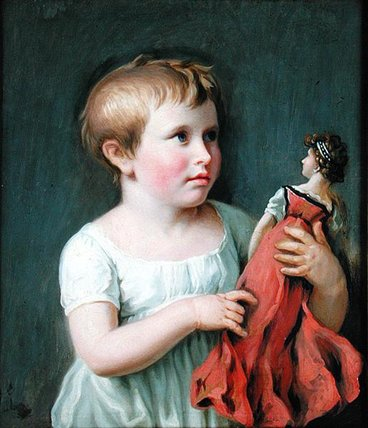
Cornelia Wilhelmine Amsinck (1800–61), Ehefrau des Hamburger Bürgermeisters Johann Ludwig Dammert, gemalt von Johann Heinrich Wilhelm Tischbein

## Sonstiges

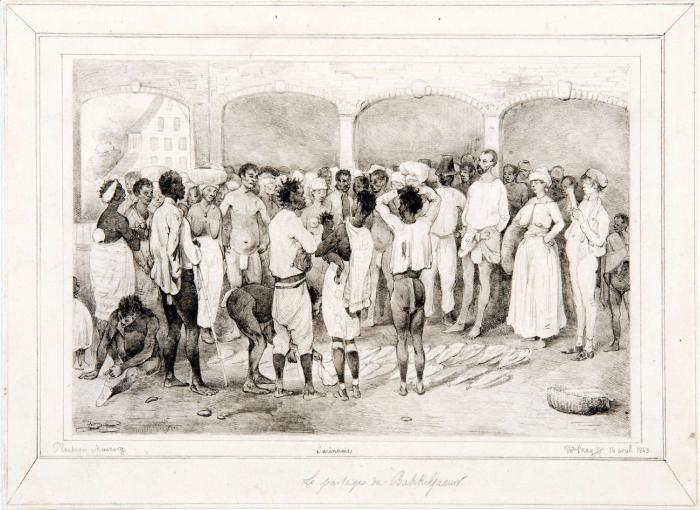
Bleistiftzeichnung 1843 Plantage Meerzorg. Ausgabe von gesalzenem Kabeljau an Sklaven.

- Für seine Verdienste um die Gründung des Botanischen Gartens wurde 1831 ein Raublattgewächs nach Bürgermeister Wilhelm Amsinck (1752–1831) Amsinckia genannt.
- Die Hamburger Amsinckstraße, 1842[2] benannt nach dem Senatssyndikus Wilhelm Amsinck (1793–1874) für seine Verdienste um die Erschließung des Hammerbrooks, ist als Teil der Bundesstraße 4 die wichtigste Verbindung in die Hamburger City aus Richtung Süden.
- Der knapp 5,7 Hektar große Amsinckpark in Hamburg-Lokstedt ist nach Wilhelm Amsinck (1821–1909) benannt.
- Viele Hamburger Familienmitglieder sind auf dem Alten Niendorfer Friedhof in Hamburg bestattet. Dort findet man einige Familiengrüfte, darunter die von Johannes und von Wilhelm Amsinck.
- Ein „Amsinck“-Grabstein aus der Mitte des 19. Jahrhunderts befindet sich auf dem Hamburger Friedhof Ohlsdorf im östlichen Bereich des Grabmal-Freilichtmuseums Heckengarten.[3]
- In Erinnerung an Heinrich Amsinck jr. (1863–1892), der sich bis zu seinem frühen Tod im Galopprennsport engagierte, veranstaltete der Hamburger Sport-Club auf der Rennbahn in Groß Borstel das Amsinck Memorial. Es wurde von 1892 bis 1932 einmal jährlich und als ein Ausgleich II Rennen über 2000 m ausgetragen.